# Пам Гриър
Пам Гриър (на английски: Pam Grier) е американска актриса. 

## Биография
Пам Гриър е родена на 26 май 1949 г. в Уинстън-Сейлъм, Северна Каролина. Дъщеря е на Гуендолин Силвия (по баща Самюълс), домакиня и медицинска сестра и Кларънс Рансъм Гриър младши, който работи като механик и технически сержант в ВВС на САЩ. Тя има една сестра и един брат. Гриър е заявила, че тя е от смесено потекло, а именно от афроамерикански, испаноговорещи, китайски, филипински и шайенски произход. Тя е възпитана като католик и по-късно кръстена като методист.

## Избрана филмография
| година | филм                       | оригинално заглавие          | роля                    | режисьор          |
| ------ | -------------------------- | ---------------------------- | ----------------------- | ----------------- |
| 1996   | Марсиански атаки           | Mars Attacks!                | Луиз Уилямс             | Тим Бъртън        |
| 1997   | Джаки Браун                | Jackie Brown                 | Джаки Браун             | Куентин Тарантино |
| 1999   | Свещен дим                 | Holy Smoke!                  | Керъл                   | Джейн Кемпиън     |
| 2000   | Снежен ден                 | Snow Day                     | Тина                    | Крис Коч          |
| 2002   | Приключенията на Плуто Наш | The Adventures of Pluto Nash | Флура Наш               | Рон Ъндърууд      |
| 2011   | Лари Краун                 | Larry Crowne                 | Францис                 | Том Ханкс         |
| 2012   | Мъжът с железните юмруци   | The Man with the Iron Fists  | майката на ковача Джейн | Робърт Дигс       |